# Stefan de Vrij
Stefan de Vrij (Ouderkerk aan den IJssel, 5 februari 1992) is een Nederlands voetballer die doorgaans als verdediger speelt. De Vrij startte zijn carrière bij Feyenoord. Hij verruilde Lazio Roma in juli 2018 transfervrij voor Internazionale. De Vrij debuteerde in 2012 in het Nederlands voetbalelftal.

## Clubcarrière

### Feyenoord
De Vrij begon zijn carrière op vierjarige leeftijd bij VV Spirit en kwam op tienjarige leeftijd via talentendagen bij Feyenoord terecht. Hij doorliep alle jeugdelftallen van Feyenoord en had sinds de zomer van 2009 een contract dat werd verlengd tot medio 2015. Hij maakte zijn debuut in het eerste elftal in de uitwedstrijd om de KNVB beker tegen Harkemase Boys op 24 september 2009.
Op 6 december 2009 maakte hij zijn competitiedebuut voor Feyenoord. Hij mocht in de 89e minuut invallen voor Denny Landzaat tegen FC Groningen (3-1). Zijn tweede wedstrijd speelde hij tegen Willem II. Hij kwam in het veld na een wissel met Leroy Fer in de 84e minuut. Feyenoord won het duel met 1-0 door een goal van Sekou Cissé. Van 8 tot en met 15 januari 2010 mocht De Vrij mee op trainingskamp met Feyenoord naar Alanya in Turkije. De Vrij deed het in de oefenwedstrijd tegen Kayserispor zo goed dat hij de week erna tegen VVV-Venlo in de basis werd opgesteld toen Kelvin Leerdam en Dani Fernández beiden geblesseerd waren. De Vrij kreeg een week later opnieuw een plaats in de basis, in de altijd zeer beladen Klassieker tegen Ajax. Zijn eerste doelpunt maakte hij op 2 mei 2010 tegen sc Heerenveen. Feyenoord won deze wedstrijd met 6-2.
Na de 2-0 nederlaag tegen Ajax op 19 januari 2011 was Mario Been van mening dat het centrum van de Feyenoord-verdediging te kwetsbaar was en te weinig opbouwend vermogen had. Als gevolg hierop haalde Been de tot dan toe onomstreden André Bahia uit de basis en plaatste Stefan de Vrij naast Ron Vlaar in het centrum. De Vrij maakte hier zo'n goede indruk, dat hij sindsdien een vaste keus was in het centrum van Feyenoord.
Het verdedigingsduo Vlaar-De Vrij werd gehandhaafd door de nieuwe trainer Ronald Koeman. Op 23 oktober 2011 voegde De Vrij een nieuw persoonlijk hoogtepunt aan zijn carrière toe door Feyenoord naar een 0-1 voorsprong te schieten in de ArenA tegen aartsrivaal Ajax. De wedstrijd eindigde in 1-1. Enkele weken later kreeg De Vrij een blessure aan de rechterenkel, waar hij echter sterk van terugkeerde, wederom in het centrum van de verdediging. Na het seizoen, dat Feyenoord afsloot als tweede, werd De Vrij in de voorselectie opgenomen voor het EK 2012.
In het seizoen 2012/2013 werd hij na het vertrek van Ron Vlaar benoemd tot aanvoerder van Feyenoord. Hierna werd hij ook voor het eerst opgeroepen voor de definitieve selectie van het Nederlands elftal door de nieuwe bondscoach Louis van Gaal voor de oefeninterland tegen België. Het seizoen bij Feyenoord begon slecht door een opgelopen blessure in de Europa League-wedstrijd tegen Sparta Praag. Deze blessure zou hem een maand aan de kant houden. De Vrij kwam sterk terug en speelde sterke wedstrijden. De Vrij twijfelde openlijk of hij zijn contract wat in 2014 afliep zou verlengen. Een eis om te verlengen was het aanblijven van trainer Ronald Koeman, hij verlengde zijn contract. Na 24 wedstrijden te hebben gespeeld leek het dat seizoen ook bij dat aantal gespeelde wedstrijden te blijven na een blessure opgelopen op een training. Later bleek De Vrij toch inzetbaar te zijn voor de laatste twee wedstrijden. Tegen ADO Den Haag speelde hij, maar verliet hij het veld in de eerste helft na een (onbedoelde) elleboogstoot van een ADO Den Haag-speler. Later bleek dat hij een zwaar gekneusde neus opgelopen had maar de laatste wedstrijd waarschijnlijk inzetbaar zal zijn. Op 17 mei 2013 verlengde De Vrij zijn contract tot medio 2015. Op de tweede speeldag van het seizoen 2013/14 kreeg hij tweemaal geel thuis tegen FC Twente. Eerder kreeg Jordy van Deelen ook al rood in die wedstrijd waardoor Feyenoord de wedstrijd moest uitspelen met negen man tegen elf (1-4 verlies).

### Lazio Roma
In de zomer van 2014 maakte Stefan de Vrij voor naar verluidt 7 miljoen euro de overstap naar Lazio Roma. Hij maakte op 24 augustus zijn debuut in de derde ronde van de Coppa Italia en scoorde tevens de derde goal van de wedstrijd in een 7-0 overwinning op Bassano Virtus 55 ST. Zijn tweede seizoen bij Lazio werd overschaduwd door een knieblessure, waardoor hij er het hele seizoen uit lag. Vanaf het seizoen 2016/17 was hij de belangrijkste man in de defensie van Lazio, af en toe vergezeld door landgenoot Wesley Hoedt. Op de slotdag van het seizoen 2017/18 verspeelde De Vrij met Lazio deelname aan de UEFA Champions League. Internazionale, zijn nieuwe werkgever met ingang van het seizoen 2018/19, greep op de valreep het vierde en laatste ticket voor de groepsfase van het kampioenenbal door bij Lazio met 2-3 te winnen. De Vrij veroorzaakte met een tackle een strafschop, waaruit Internazionale de 2-2 maakte.

### Internazionale
De Vrij verruilde Lazio Roma in juli 2018 transfervrij voor Internazionale. Hij tekende hier voor vijf jaar. Na afloop van zijn tweede seizoen bij Inter (2019/20) werd De Vrij door de organisatie van de Serie A uitgeroepen tot de beste verdediger van de Italiaanse competitie. Op 21 augustus 2020 speelde hij in de finale van de Europa League, die werd verloren van Sevilla FC.

#### Transfer Lazio Roma-Internazionale
In 2021 maakt Follow the Money bekend dat Stefan de Vrij zijn zaakwaarnemer SEG, de Sports Entertainment Group, aan de kant had gezet nadat zijn transfer in juli 2018 dubieus was verlopen.

## Clubstatistieken
| Seizoen         | Club            | Competitie      | Competitie | Competitie | Beker | Beker | Internationaal | Internationaal | Overig | Overig | Totaal | Totaal |
| Seizoen         | Club            | Competitie      | Wed.       | Dlp.       | Wed.  | Dlp.  | Wed.           | Dlp.           | Wed.   | Dlp.   | Wed.   | Dlp.   |
| --------------- | --------------- | --------------- | ---------- | ---------- | ----- | ----- | -------------- | -------------- | ------ | ------ | ------ | ------ |
| 2009/10         | Feyenoord       | Eredivisie      | 17         | 1          | 4     | 0     | –              | –              | –      | –      | 21     | 1      |
| 2010/11         | Feyenoord       | Eredivisie      | 30         | 1          | 1     | 0     | 2              | 0              | –      | –      | 33     | 1      |
| 2011/12         | Feyenoord       | Eredivisie      | 30         | 1          | 2     | 0     | –              | –              | –      | –      | 32     | 1      |
| 2012/13         | Feyenoord       | Eredivisie      | 26         | 0          | 3     | 0     | 3              | 0              | –      | –      | 32     | 0      |
| 2013/14         | Feyenoord       | Eredivisie      | 32         | 4          | 1     | 0     | 2              | 0              | –      | –      | 35     | 4      |
| Club totaal     | Club totaal     | Club totaal     | 135        | 7          | 11    | 0     | 7              | 0              | 0      | 0      | 153    | 7      |
| 2014/15         | Lazio Roma      | Serie A         | 30         | 0          | 5     | 1     | –              | –              | –      | –      | 35     | 1      |
| 2015/16         | Lazio Roma      | Serie A         | 2          | 0          | 0     | 0     | 2              | 0              | 1      | 0      | 5      | 0      |
| 2016/17         | Lazio Roma      | Serie A         | 27         | 2          | 4     | 0     | –              | –              | –      | –      | 31     | 2      |
| 2017/18         | Lazio Roma      | Serie A         | 36         | 6          | 3     | 0     | 7              | 1              | 1      | 0      | 47     | 7      |
| Club totaal     | Club totaal     | Club totaal     | 95         | 8          | 12    | 1     | 9              | 1              | 2      | 0      | 118    | 10     |
| 2018/19         | Internazionale  | Serie A         | 28         | 2          | 0     | 0     | 8              | 0              | –      | –      | 36     | 2      |
| 2019/20         | Internazionale  | Serie A         | 34         | 4          | 2     | 0     | 10             | 0              | 0      | 0      | 46     | 4      |
| 2020/21         | Internazionale  | Serie A         | 32         | 1          | 4     | 0     | 6              | 0              | 0      | 0      | 42     | 1      |
| 2021/22         | Internazionale  | Serie A         | 30         | 0          | 4     | 0     | 6              | 1              | 1      | 0      | 41     | 1      |
| 2022/23         | Internazionale  | Serie A         | 27         | 1          | 3     | 0     | 7              | 0              | 1      | 0      | 38     | 1      |
| 2023/24         | Internazionale  | Serie A         | 25         | 1          | 0     | 0     | 6              | 0              | 2      | 0      | 33     | 1      |
| Club totaal     | Club totaal     | Club totaal     | 176        | 9          | 13    | 0     | 43             | 1              | 4      | 0      | 236    | 10     |
| Carrière totaal | Carrière totaal | Carrière totaal | 406        | 24         | 36    | 1     | 59             | 2              | 6      | 0      | 507    | 27     |

Bijgewerkt t/m seizoen 2023/24.

## Interlandcarrière

### Nederland –17
Stefan de Vrij werd in september 2008 toegevoegd aan Nederland onder de 17 jaar en was daarmee actief op het Jeugd-EK in Duitsland. Onder toeziend oog van scouts was Stefan de Vrij een van de uitblinkers van Oranje en belandde hij met zijn landgenoten in de finale. Daarin bleek gastland Duitsland te sterk.

### Nederland
De Vrij was een van de afvallers bij de eerste schifting die bondscoach Bert van Marwijk maakte voor het EK voetbal 2012. Hij werd op vrijdag 10 augustus 2012 door bondscoach Louis van Gaal voor het eerst opgeroepen voor de nationale A-selectie. Hij maakte zijn debuut vijf dagen later in het vriendschappelijke duel in en tegen België, dat met 4-2 verloren werd. De Vrij geraakte buiten beeld van de bondscoach, maar werd drie maanden later opnieuw opgeroepen, voor de wedstrijd tegen Duitsland (0-0). Hij raakte zijn plaats niet meer kwijt en speelde sindsdien ook mee in de laatste WK-kwalificatiewedstrijden.

### WK 2014
Op 5 mei 2014 werd De Vrij door Van Gaal opgeroepen voor een trainingsstage in Hoenderloo van het Nederlands voetbalelftal, ter voorbereiding op het wereldkampioenschap. Ook behoorde hij tot de voorselectie, die op 13 mei bekendgemaakt werd. Hij behoort uiteindelijk tot de definitieve WK-selectie, die Van Gaal op 31 mei bekendmaakte. Patrick van Aanholt en Karim Rekik waren de afvallers bij de verdedigers. In de eerste wedstrijd tegen regerend wereldkampioen Spanje stond De Vrij in de basis. Samen met zijn collega van Feyenoord Bruno Martins Indi en oud-collega Ron Vlaar vormde hij het hart van de verdediging. In de 27e minuut kreeg Spanje een strafschop van scheidsrechter Nicola Rizzoli, nadat hij een overtreding van De Vrij op Diego Costa had gezien. De hierdoor opgelopen achterstand werd in de rest van het duel goedgemaakt, onder meer door de 1-3 van De Vrij in de 65e minuut, op aangeven van Wesley Sneijder. De wedstrijd eindigde in 1-5.
Met De Vrij in de basis verloor het Nederlands elftal op 9 juli 2014 de halve finale van Argentinië na strafschoppen. De Vrij speelde de hele wedstrijd en kreeg voor zijn optreden lovende kritieken.

### Na WK 2014
De Vrij speelde vrijwel alle kwalificatiewedstrijden in aanloop naar het EK van 2016, waarvoor Nederland zich uiteindelijk niet kwalificeerde.
In november 2015 onderging hij een zware operatie aan de knie. Dit werd gevolgd door andere blessures. Hij speelde hierdoor vrijwel geen kwalificatieduels in aanloop naar het WK van 2018, waarvoor Nederland zich weer niet kwalificeerde.
In 2019 en de eerste helft van 2020 was er voor De Vrij meestal geen plaats in de basis van het Nederlands elftal, omdat de centrale verdediging in deze periode meestal werd gevormd door Matthijs de Ligt en Virgil van Dijk. Door een zware blessure bij Van Dijk kreeg De Vrij in de tweede helft van 2020 weer meer speeltijd.

### EK 2020 (gespeeld in 2021)
Tijdens het EK 2020 stond De Vrij wel in de basis van het elftal.

### WK 2022
Hoewel De Vrij tijdens de in 2021 gespeelde kwalificatiewedstrijden voor dit WK bijna altijd in de basis stond, startte hij dit WK als reservespeler. Tijdens dit toernooi kreeg hij geen speeltijd.

### EK 2024
De Vrij nam deel aan het EK 2024, en startte de eerste wedstrijd in de basis. Na de kwartfinale tegen Turkije werd De Vrij benoemd tot player of the match door de UEFA. Hij was in die wedstrijd goed voor de gelijkmaker, zijn eerste Oranjegoal in negen jaar. Nederland verloor in de halve finales van Engeland met 2–1. De Vrij miste op het toernooi geen minuut aan speeltijd.
| Interlands van Stefan de Vrij voor Nederland | Interlands van Stefan de Vrij voor Nederland | Interlands van Stefan de Vrij voor Nederland | Interlands van Stefan de Vrij voor Nederland | Interlands van Stefan de Vrij voor Nederland | Interlands van Stefan de Vrij voor Nederland |  |
| №                                            | Datum                                        | Wedstrijd                                    | Uitslag                                      | Competitie                                   | Goals                                        |  |
| Als speler van Feyenoord                     | Als speler van Feyenoord                     | Als speler van Feyenoord                     | Als speler van Feyenoord                     | Als speler van Feyenoord                     | 1                                            |  |
| -------------------------------------------- | -------------------------------------------- | -------------------------------------------- | -------------------------------------------- | -------------------------------------------- | -------------------------------------------- |  |
| 1.                                           | 15 augustus 2012                             | België – Nederland                           | 4 – 2                                        | Vriendschappelijk                            |                                              |  |
| 2.                                           | 14 november 2012                             | Nederland – Duitsland                        | 0 – 0                                        | Vriendschappelijk                            |                                              |  |
| 3.                                           | 6 februari 2013                              | Nederland – Italië                           | 1 – 1                                        | Vriendschappelijk                            |                                              |  |
| 4.                                           | 22 maart 2013                                | Nederland – Estland                          | 3 – 0                                        | Kwalificatie WK 2014                         |                                              |  |
| 5.                                           | 26 maart 2013                                | Nederland – Roemenië                         | 4 – 0                                        | Kwalificatie WK 2014                         |                                              |  |
| 6.                                           | 14 augustus 2013                             | Portugal – Nederland                         | 1 – 1                                        | Vriendschappelijk                            |                                              |  |
| 7.                                           | 6 september 2013                             | Estland – Nederland                          | 2 – 2                                        | Kwalificatie WK 2014                         |                                              |  |
| 8.                                           | 10 september 2013                            | Andorra – Nederland                          | 0 – 2                                        | Kwalificatie WK 2014                         |                                              |  |
| 9.                                           | 16 november 2013                             | Japan – Nederland                            | 2 – 2                                        | Vriendschappelijk                            |                                              |  |
| 10.                                          | 17 mei 2014                                  | Nederland – Ecuador                          | 1 – 1                                        | Vriendschappelijk                            |                                              |  |
| 11.                                          | 31 mei 2014                                  | Nederland – Ghana                            | 1 – 0                                        | Vriendschappelijk                            |                                              |  |
| 12.                                          | 4 juni 2014                                  | Nederland – Wales                            | 2 – 0                                        | Vriendschappelijk                            |                                              |  |
| 13.                                          | 13 juni 2014                                 | Spanje – Nederland                           | 1 – 5                                        | WK 2014                                      | 64'                                          |  |
| 14.                                          | 18 juni 2014                                 | Australië – Nederland                        | 2 – 3                                        | WK 2014                                      |                                              |  |
| 15.                                          | 23 juni 2014                                 | Nederland – Chili                            | 2 – 0                                        | WK 2014                                      |                                              |  |
| 16.                                          | 29 juni 2014                                 | Nederland – Mexico                           | 2 – 1                                        | WK 2014                                      |                                              |  |
| 17.                                          | 5 juli 2014                                  | Nederland – Costa Rica                       | 0 – 0 (4 – 3 ns)                             | WK 2014                                      |                                              |  |
| 18.                                          | 9 juli 2014                                  | Nederland – Argentinië                       | 0 – 0 (2 – 4 ns)                             | WK 2014                                      |                                              |  |
| 19.                                          | 12 juli 2014                                 | Brazilië – Nederland                         | 0 – 3                                        | WK 2014                                      |                                              |  |
| Als speler van Lazio Roma                    | Als speler van Lazio Roma                    | Als speler van Lazio Roma                    | Als speler van Lazio Roma                    | Als speler van Lazio Roma                    | 2                                            |  |
| 20.                                          | 4 september 2014                             | Italië – Nederland                           | 2 – 0                                        | Vriendschappelijk                            |                                              |  |
| 21.                                          | 9 september 2014                             | Tsjechië – Nederland                         | 2 – 1                                        | Kwalificatie EK 2016                         | 55'                                          |  |
| 22.                                          | 10 oktober 2014                              | Nederland – Kazachstan                       | 3 – 1                                        | Kwalificatie EK 2016                         |                                              |  |
| 23.                                          | 13 oktober 2014                              | IJsland – Nederland                          | 2 – 0                                        | Kwalificatie EK 2016                         |                                              |  |
| 24.                                          | 12 november 2014                             | Nederland – Mexico                           | 2 – 3                                        | Vriendschappelijk                            |                                              |  |
| 25.                                          | 16 november 2014                             | Nederland – Letland                          | 6 – 0                                        | Kwalificatie EK 2016                         |                                              |  |
| 26.                                          | 28 maart 2015                                | Nederland – Turkije                          | 1 – 1                                        | Kwalificatie EK 2016                         |                                              |  |
| 27.                                          | 31 maart 2015                                | Nederland – Spanje                           | 2 – 0                                        | Vriendschappelijk                            | 13'                                          |  |
| 28.                                          | 12 juni 2015                                 | Letland – Nederland                          | 0 – 2                                        | Kwalificatie EK 2016                         |                                              |  |
| 29.                                          | 3 september 2015                             | Nederland – IJsland                          | 0 – 1                                        | Kwalificatie EK 2016                         |                                              |  |
| 30.                                          | 6 september 2015                             | Turkije – Nederland                          | 3 – 0                                        | Kwalificatie EK 2016                         |                                              |  |
| 31.                                          | 9 juni 2017                                  | Nederland – Luxemburg                        | 5 – 0                                        | Kwalificatie WK 2018                         |                                              |  |
| 32.                                          | 31 augustus 2017                             | Frankrijk – Nederland                        | 4 – 0                                        | Kwalificatie WK 2018                         |                                              |  |
| 33.                                          | 3 september 2017                             | Nederland – Bulgarije                        | 3 – 1                                        | Kwalificatie WK 2018                         |                                              |  |
| 34.                                          | 23 maart 2018                                | Nederland – Engeland                         | 0 – 1                                        | Vriendschappelijk                            |                                              |  |
| 35.                                          | 26 maart 2018                                | Portugal – Nederland                         | 0 – 3                                        | Vriendschappelijk                            |                                              |  |
| 36.                                          | 31 mei 2018                                  | Slowakije – Nederland                        | 1 – 1                                        | Vriendschappelijk                            |                                              |  |
| Als speler van Internazionale                | Als speler van Internazionale                | Als speler van Internazionale                | Als speler van Internazionale                | Als speler van Internazionale                | 1                                            |  |
| 37.                                          | 16 oktober 2018                              | België – Nederland                           | 1 – 1                                        | Vriendschappelijk                            |                                              |  |
| 38.                                          | 7 oktober 2020                               | Nederland – Mexico                           | 0 – 1                                        | Vriendschappelijk                            |                                              |  |
| 39.                                          | 11 oktober 2020                              | Bosnië en Herzegovina – Nederland            | 0 – 0                                        | Nations League 2020/21                       |                                              |  |
| 40.                                          | 14 oktober 2020                              | Italië – Nederland                           | 1 – 1                                        | Nations League 2020/21                       |                                              |  |
| 41.                                          | 11 november 2020                             | Nederland – Spanje                           | 1 – 1                                        | Vriendschappelijk                            |                                              |  |
| 42.                                          | 15 november 2020                             | Nederland – Bosnië en Herzegovina            | 3 – 1                                        | Nations League 2020/21                       |                                              |  |
| 43.                                          | 18 november 2020                             | Polen – Nederland                            | 1 – 2                                        | Nations League 2020/21                       |                                              |  |
| 44.                                          | 2 juni 2021                                  | Nederland – Schotland                        | 2 – 2                                        | Vriendschappelijk                            |                                              |  |
| 45.                                          | 6 juni 2021                                  | Nederland – Georgië                          | 3 – 0                                        | Vriendschappelijk                            |                                              |  |
| 46.                                          | 13 juni 2021                                 | Nederland – Oekraïne                         | 3 – 2                                        | EK 2020                                      |                                              |  |
| 47.                                          | 17 juni 2021                                 | Nederland – Oostenrijk                       | 2 – 0                                        | EK 2020                                      |                                              |  |
| 48.                                          | 21 juni 2021                                 | Noord-Macedonië – Nederland                  | 0 – 3                                        | EK 2020                                      |                                              |  |
| 49.                                          | 27 juni 2021                                 | Nederland – Tsjechië                         | 0 – 2                                        | EK 2020                                      |                                              |  |
| 50.                                          | 1 september 2021                             | Noorwegen – Nederland                        | 1 – 1                                        | Kwalificatie WK 2022                         |                                              |  |
| 51.                                          | 4 september 2021                             | Nederland – Montenegro                       | 4 – 0                                        | Kwalificatie WK 2022                         |                                              |  |
| 52.                                          | 7 september 2021                             | Nederland – Turkije                          | 6 – 1                                        | Kwalificatie WK 2022                         |                                              |  |
| 53.                                          | 8 oktober 2021                               | Letland – Nederland                          | 0 – 1                                        | Kwalificatie WK 2022                         |                                              |  |
| 54.                                          | 11 oktober 2021                              | Nederland – Gibraltar                        | 6 – 0                                        | Kwalificatie WK 2022                         |                                              |  |
| 55.                                          | 13 november 2021                             | Montenegro – Nederland                       | 2 – 2                                        | Kwalificatie WK 2022                         |                                              |  |
| 56.                                          | 8 juni 2022                                  | Wales – Nederland                            | 1 – 2                                        | Nations League 2022/23                       |                                              |  |
| 57.                                          | 11 juni 2022                                 | Nederland – Polen                            | 2 – 2                                        | Nations League 2022/23                       |                                              |  |
| 58.                                          | 14 juni 2022                                 | Nederland – Wales                            | 3 – 2                                        | Nations League 2022/23                       |                                              |  |
| 59.                                          | 25 september 2022                            | Nederland – België                           | 1 – 0                                        | Nations League 2022/23                       |                                              |  |
| 60.                                          | 7 september 2023                             | Nederland – Griekenland                      | 3 – 0                                        | Kwalificatie EK 2024                         |                                              |  |
| 61.                                          | 18 november 2023                             | Nederland – Ierland                          | 1 – 0                                        | Kwalificatie EK 2024                         |                                              |  |
| 62.                                          | 21 november 2023                             | Gibraltar – Nederland                        | 0 – 6                                        | Kwalificatie EK 2024                         |                                              |  |
| 63.                                          | 6 juni 2024                                  | Nederland – Canada                           | 4 – 0                                        | Vriendschappelijk                            |                                              |  |
| 64.                                          | 10 juni 2024                                 | Nederland – IJsland                          | 4 – 0                                        | Vriendschappelijk                            |                                              |  |
| 65.                                          | 16 juni 2024                                 | Polen – Nederland                            | 1 – 2                                        | EK 2024                                      |                                              |  |
| 66.                                          | 21 juni 2024                                 | Nederland – Frankrijk                        | 0 – 0                                        | EK 2024                                      |                                              |  |
| 67.                                          | 25 juni 2024                                 | Nederland – Oostenrijk                       | 2 – 3                                        | EK 2024                                      |                                              |  |
| 68.                                          | 2 juli 2024                                  | Roemenië – Nederland                         | 0 – 3                                        | EK 2024                                      |                                              |  |
| 69.                                          | 6 juli 2024                                  | Nederland – Turkije                          | 2 – 1                                        | EK 2024                                      | 70'                                          |  |
| 70.                                          | 10 juli 2024                                 | Nederland – Engeland                         | 1 – 2                                        | EK 2024                                      |                                              |  |
| 71.                                          | 11 oktober 2024                              | Hongarije – Nederland                        | 1 – 1                                        | Nations League 2024/25                       |                                              |  |
| 72.                                          | 14 oktober 2024                              | Duitsland – Nederland                        | 1 – 0                                        | Nations League 2024/25                       |                                              |  |
| 73.                                          | 19 november 2024                             | Bosnië en Herzegovina – Nederland            | 1 – 1                                        | Nations League 2024/25                       |                                              |  |
| 74.                                          | 7 juni 2025                                  | Finland - Nederland                          | 0-2                                          |                                              | Kwalificatie WK 2026                         |  |
| 75.                                          | 10 juni 2025                                 | Nederland - Malta                            | 8-0                                          |                                              | Kwalificatie WK 2026                         |  |

Bijgewerkt op 10 juni  2025.

## Erelijst
| Competitie          |          |                  |          |          |
| Competitie          | Aantal   | Jaren            |          |          |
| SS Lazio            | SS Lazio | SS Lazio         | SS Lazio | SS Lazio |
| ------------------- | -------- | ---------------- | -------- | -------- |
| Supercoppa Italiana | 1x       | 2017             |          |          |
| Internazionale      |          |                  |          |          |
| Serie A             | 2x       | 2020/21, 2023/24 |          |          |
| Coppa Italia        | 2x       | 2021/22, 2022/23 |          |          |
| Supercoppa Italiana | 3x       | 2021, 2022, 2023 |          |          |

| Competitie          | Winnaar       | Winnaar       | Runner-up     | Runner-up     | Derde         | Derde         |
| Competitie          | Aantal        | Jaren         | Aantal        | Jaren         | Aantal        | Jaren         |
| Nederland –17       | Nederland –17 | Nederland –17 | Nederland –17 | Nederland –17 | Nederland –17 | Nederland –17 |
| ------------------- | ------------- | ------------- | ------------- | ------------- | ------------- | ------------- |
| UEFA EK onder 17    |               |               | 1x            | 2009          |               |               |
| Nederland           |               |               |               |               |               |               |
| FIFA WK             |               |               |               |               | 1x            | 2014          |
| UEFA Nations League |               |               | 1x            | 2018/19       |               |               |

Individueel als speler
| FIFA WK – All-Star Team                   | 1x | 2014    |
| Serie A – Beste Verdediger                | 1x | 2019/20 |
| UEFA Europa League – Team van het Seizoen | 1x | 2019/20 |
| Serie A – Team van het Jaar               | 1x | 2020    |